# Những nhà vô địch trong thế giới hoang dã
Những nhà vô địch trong thế giới hoang dã (tiếng Anh: The Most Extreme) là tên của loạt phim tài liệu được phát sóng trên kênh truyền hình cáp Animal Planet (Thế giới động vật) của Hoa Kỳ và từng được mua bản quyền phát sóng có thuyết minh tiếng Việt trên kênh khoa giáo VTV2 của Việt Nam. Chương trình lên sóng lần đầu tại Mỹ là vào ngày mùng 7 tháng 7 năm 2002. Mỗi tập sẽ đặt trọng tâm vào một đặc tính riêng biệt của động vật, ví dụ như: sức mạnh, tốc độ, hành vi, thói quen, tập tính, giải phẫu hay chế độ ăn, sau đó xem xét và xếp hạng 10 loài động vật xứng đáng là những nhà vô địch hoặc là những ví dụ hiếm có sở hữu phẩm chất này. Cùng với việc mỗi loài động vật được xếp hạng từ thấp lên cao thì mỗi tập của chương trình sẽ có một phân đoạn ứng dụng hình họa máy tính để đem ra so sánh khả năng của động vật với những điều tương tự ở con người, tiếp sau đó là đoạn phỏng vấn với những nhân vật có cùng một số đặc điểm phổ biến tương tự. Người ta cũng thường xuyên chèn vào trong chương trình những thước phim hoạt hình, clip phim và đoạn phim quảng cáo (trailer) cũ nhưng bản quyền thuộc về phạm vi công cộng.